# Kvarkenregionen

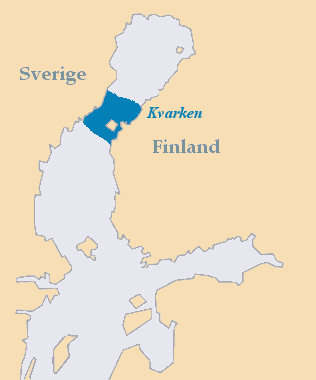
Kvarkenregionen betecknar regionerna kring Kvarken

Kvarkenregionen är ett område i Finland och Sverige kring Kvarken. 
De regionala myndigheterna i Kvarkenregionen samarbetar i ett gemensamt råd - Kvarkenrådet. Det är i huvudsak detta samarbete som ger Kvarkenregionen dess geografiska definition. Samarbetet, och därmed Kvarkenregionen, omfattar de österbottniska landskapen i Finland, Österbotten, Södra Österbotten och Mellersta Österbotten, samt Västerbottens län och Örnsköldsviks kommun i Sverige.